# Wojcieszów
Wojcieszów este un oraș în Polonia.